# Zospeum percostulatum
Zospeum percostulatum es una especie de caracol terrestre de respiración aérea, un molusco gasterópodo pulmonado de la familia Ellobiidae. Esta especie es endémica de Asturias, España y se conoce de varias cuevas cercanas a Llanes.
Los Zospeum percostulatum son caracoles diminutos (microgasterópodos) con una altura de concha de menos de 2 mm, y que presentan una superficie característica con numerosas costillas.